# Eric Favors
Eric Favors (* 16. November 1996 in Pomona, New York) ist ein irischer Leichtathlet, der sich auf das Kugelstoßen spezialisiert hat und in dieser Disziplin den Landesrekord innehat.

## Sportliche Laufbahn
Eric Favors wuchs in den Vereinigten Staaten auf und studierte an der University of South Carolina. 2019 nahm er an der Sommer-Universiade in Neapel teil und belegte dort mit einer Weite von 18,94 m den zehnten Platz. 2022 schied er bei den Weltmeisterschaften in Eugene mit 19,76 m in der Qualifikationsrunde aus und verpasste anschließend bei den Europameisterschaften in München mit 19,71 m ebenfalls den Finaleinzug. Im Jahr darauf verbesserte er de irischen Landesrekord auf 20,66 m und wurde im Juni bei der 3. Liga der Team-Europameisterschaft im Zuge der Europaspiele in Chorzów mit 20,28 m Erster. Anschließend schied er bei den Weltmeisterschaften in Budapest mit 19,65 m in der Qualifikationsrunde aus. 2024 verpasste er bei den Europameisterschaften in Rom mit 19,60 m den Finaleinzug, wie auch bei den Olympischen Sommerspielen in Paris mit 19,02 m.
In den Jahren 2019, 2023 und 2024 wurde Favors irischer Meister im Kugelstoßen im Freien sowie 2022 und 2023 in der Halle.